# 卢乐山
卢乐山（1917年6月15日—2017年11月9日），湖北沔阳人，出生于天津，中国幼儿教育家，新中国学前教育学科的重要奠基人、北京师范大学教育学部教授，中国民主同盟中央委员会常委兼妇女委员会主任、中华全国妇女联合会原副主席、第七届全国政协委员。
其祖父為卢木斋、外祖父為嚴修。